# براسيلتون (جورجيا)
براسيلتون (بالإنجليزية: Braselton, Georgia)‏ هي بلدة تقع في مقاطعة جاكسون، مقاطعة بارو، مقاطعة غوينيت، مقاطعة هال بولاية جورجيا في الولايات المتحدة. تبلغ مساحتها 32.4 (كم²)، وترتفع عن سطح البحر 277 م، بلغ عدد سكانها 7875 نسمة في عام 2012 حسب إحصاء مكتب تعداد الولايات المتحدة وتصل الكثافة السكانية فيها 244.9 نسمة/كم2.

## وصلات خارجية
- www.braselton.net
- The US50 - Cities and Towns in Georgia State
- Georgia Cities and Towns, Facts, Map, Flag, Colleges, Government, and More